# 甘肃忍冬
甘肃忍冬（学名：Lonicera kansuensis）是忍冬科忍冬属的植物，为中国的特有植物。分布在中国大陆的甘肃、陕西、四川等地，生长于海拔1,830米至2,400米的地区，一般生长在山坡和山脊疏林中，目前尚未由人工引种栽培。